# Cantón de Marsanne
El cantón de Marsanne era una división administrativa francesa, que estaba situada en el departamento de Drôme y la región de Ródano-Alpes.

## Composición
El cantón estaba formado por quince comunas:
- Bonlieu-sur-Roubion
- Charols
- Cléon-d'Andran
- Condillac
- La Bâtie-Rolland
- La Coucourde
- La Laupie
- Les Tourrettes
- Manas
- Marsanne
- Roynac
- Saint-Gervais-sur-Roubion
- Saint-Marcel-lès-Sauzet
- Sauzet
- Savasse

## Supresión del cantón de Marsanne
En aplicación del Decreto nº 2014-191 de 20 de febrero de 2014, el cantón de Marsanne fue suprimido el 22 de marzo de 2015 y sus 15 comunas pasaron a formar parte; doce del nuevo cantón de Dieulefit y tres del nuevo cantón de Montélimar-1.